# Gare de Nishitetsu Fukuoka (Tenjin)
La gare de Nishitetsu Fukuoka (Tenjin) (西鉄福岡（天神）駅, Nishitetsu Fukuoka (Tenjin) eki) est une gare ferroviaire terminus de la ville de Fukuoka, dans la préfecture du même nom au Japon. Elle est exploitée par la compagnie Nishitetsu.

## Situation ferroviaire
La gare de Nishitetsu Fukuoka (Tenjin) marque le début de la ligne Nishitetsu Tenjin Ōmuta.

## Histoire
La gare a été inaugurée le 12 avril 1924 sous le nom de la gare de Fukuoka. Elle prend son nom actuel en 2001.

## Service des voyageurs

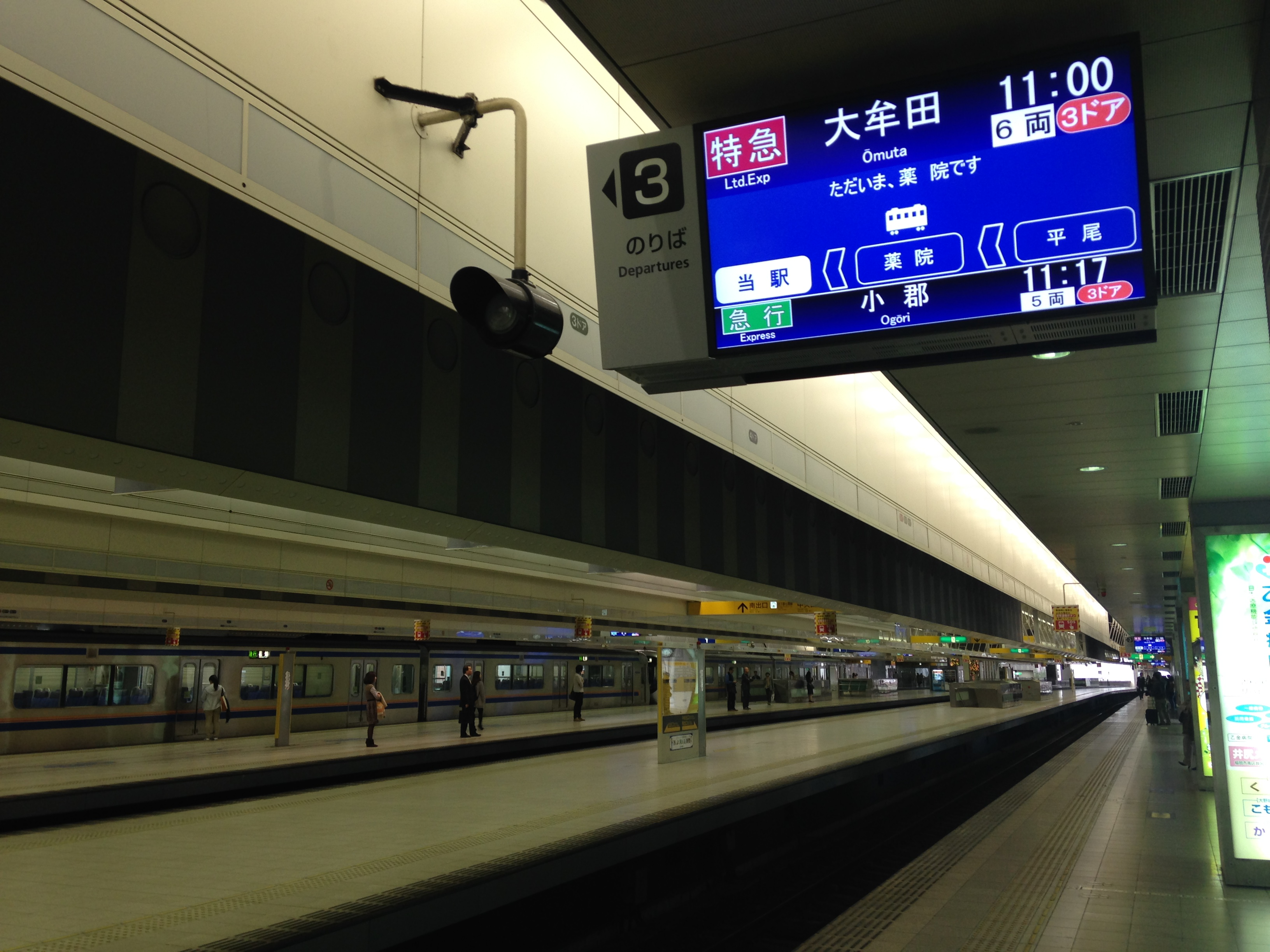
Vue des quais.

### Accueil
La gare dispose d'un bâtiment voyageurs ouvert tous les jours, avec des guichets et des automates pour l'achat de titres de transport.

### Desserte
- Ligne Nishitetsu Tenjin Ōmuta :
  - voies 1 à 3 : direction Nishitetsu Futsukaichi, Nishitetsu Kurume et Ōmuta

### Intermodalité
Les stations du métro de Fukuoka de Tenjin (ligne Kūkō) et Tenjin-Minami (ligne Nanakuma) sont situées à proximité.